# 8の字結び目

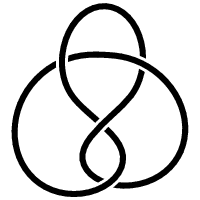
8の字結び目の射影図

8の字結び目（はちのじむすびめ、Figure-eight knot）または四結び目とは、位相幾何学の一分野である結び目理論において、交点数が4の唯一の結び目である。右図はその射影図のひとつ。
カール・フリードリヒ・ガウスの弟子のヨハン・ベネディクト・リスティングが熱心に研究したことから、リスティングの結び目（Listing's knot）と呼ばれることもある。

## 8の字結び目の性質
- 両手型結び目である。つまり、鏡像と等しい。
- 可逆である。つまり、正逆どちらの向きをつけても等しい。
- 素な結び目である。つまり、自明でない結び目同士の合成によって得ることはできない。
- 交代結び目である。つまり交代射影図を持つ（右図の射影図は交代射影図である）。
- 交点数（射影図の交点の数の最小値）は4である。交点数が4の結び目は8の字結び目以外には存在しない。
- 結び目解消数（結び目を解くために最低限必要な交差交換の回数）は1である。
- 組み紐指数は3である。
- 2本橋結び目である。つまり、橋指数（射影図の最長上道の本数の最小値）は2である。
- 結び目の種数（その結び目のザイフェルト曲面の最小種数）は1である。
- ジョーンズ多項式は{\displaystyle t^{-2}-t^{-1}+1-t+t^{2}}である。
- アレクサンダー多項式は{\displaystyle -t^{-1}+3-t}である。
- 3次元球面 S3 に対する補空間の双曲体積は約2.0298であり、これはすべての双曲結び目の中で最小である[1]。

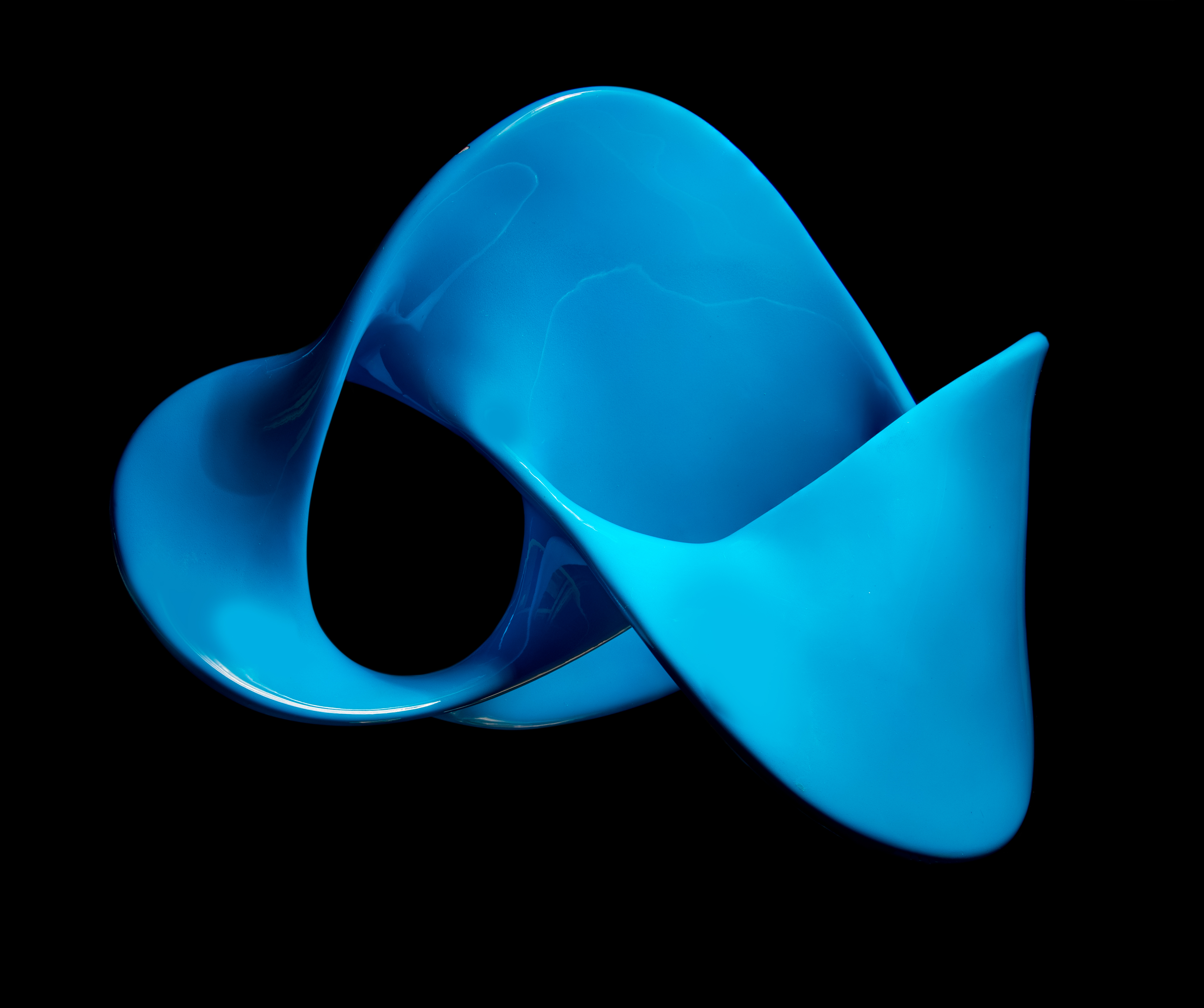

他の形態で